# اكسيبتيس-ت
اكسيبتيس أو جمعية الإجراءات الملموسة التصالحية: التعليم والوقاية والعمل والمساواة والصحة والرياضة من أجل المتحولين جنسياً، جمعية غير ربحية أنشئت، في 26 يونيو 2010 بعد مبادرة جيوفانا رينكون وكريس فالي، متبوعة بالعمدة مايولونج، كلوديا انخوس وكروزو جوانا ماشادو واليكسيا ريفياس وجينيفر كروز وغابي كورالز. تم الإعلان عن جمعية اكسيبتيس-ت في المحافظة بتاريخ 09/07/2010 (تم النشر في الجريدة الرسمية بتاريخ 24/07/2010).

## الأهداف

اكسيبتيس  ولدت من الرغبة في إنشاء مجموعة من أنشطة المتحولين في باريس من شأنها أن تركز على الدفاع عن حقوق الأشخاص المتحولين جنسيا الأكثر حاجة للمساعدة.
تهدف إلى محاربة جميع أشكال الاستبعاد والتمييز من أي نوع (سوء المعاملة والعنف وسوء المعاملة) ، المرتبط بهوية الجنس والتعبير عنه، وضد المتحولين جنسياً و / أوالذين يعتبرون نفسهم كذلك النحو ؛ لنشر ومناقشة المعلومات التي لها علاقة مباشرة أو غير مباشرة أو استقلالية أو غير ذات صلة بالمسائل المتعلقة بالترانزيت، وخلق مكان للترحيب والتعارف والخدمات من أجل تشكيل جسر ثقافي يعزز الاعتراف، رؤية وتصميم الأشخاص المتحولين جنسيا في المجتمع وعلى نطاق أوسع لحقوق الإنسان والحريات الأساسية للجميع.
يمتد عملهم بشكل طبيعي إلى الوقاية من الأمراض المنقولة جنسياً (فيروس نقص المناعة البشرية والتهاب الكبد) ، لا سيما من خلال تنظيم ورش عمل المعلومات بشكل فردي بشكل مستقل أو بمساعدة المؤسسات أو الجمعيات الأخرى. الأطراف المعنية. ولهذا الغرض، تتعهد بمحاولة تسهيل الوصول إلى النظام الاجتماعي والصحي للأشخاص المتحولين جنسياً في حالات الدعارة أو لا، سواء تم قبولهم أو عدم البقاء ؛ لتعزيز الوصول إلى المعلومات والتدريب والتوظيف والخدمات العامة والثقافة.
أخيرًا، تحرص اكسيبتيس-ت، على الاهتمام الكبير بتعزيز الأنشطة البدنية والرياضية والثقافية للحفاظ على الصحة واحترام الذات للأشخاص المتحولين جنسياً (مع أو بدون أمراض) وهذا من خلال، على سبيل المثال لا الحصر، مجموعة باريس ت اس جي (مجموعة رياضية مكونة من أعضاء اكسيبتيس-ت) ، وأحداث يتم تنظيمها على مدار العام، سواء في فرنسا أو في الخارج.

## النشاطات
لتحقيق هذه الأهداف العالمية، تقوم بتنفيذ أشكال مختلفة من الإجراءات الملموسة التي يمكن تلخيصها على النحو التالي:

### الاستقبال والاستماع
ترحب بالأشخاص، أو تستمع إليهم، أو تسترشد بهم، سواء كانوا متحولين جنسياً أو سيس جاندر (هوية جنسية معيارية ) ، رجالًا أو نساء، مهاجرون أم لا، من أجل بعض المشتغلين بالجنس (معظمهم من النساء غير المتزوجات).

### المعلومات والوقاية والفحص
تقوم بعمل متواصل من المعلومات والوعي بشأن قضايا الصحة الجنسية، والقضايا الصحية العالمية: الوصول إلى الرعاية والرفاهية والسلوكيات الوقائية. كما تقدم التوزيع اليومي للعازل الذكري، هلام ومجموعة واسعة من مواد الوقاية. أحد الإجراءات الرئيسية لديهم هو الترويج للفحص المتنوع، خاصة بالنسبة لفيروس نقص المناعة البشرية والأمراض المنقولة بالاتصال الجنسي، ومن خلال ترودس (اختبارات التوجيه السريع التشخيصي لفيروس نقص المناعة البشرية) شهريًا في محل اقامتهم. بالإضافة إلى ذلك، تقوم أيضًا بانتظام بمرافقة المستفيدين الجسديين لمراكز المعلومات والفحوص والتشخيص المجانية للعدوى بفيروس العوز المناعي البشري والتهاب الكبد الفيروسي والأمراض المنقولة جنسياً سيجيد، أو إلى شركائهم المعتمدين من أجل تحقيق تلرودس. على مدار العام، تقوم بإجراء العديد من المرافقات مع الهدف الرئيسي المتمثل في الدخول في مسار الرعاية، وخاصة للأشخاص القادمين لاكتشاف حالة الإصابة بفيروس نقص المناعة البشرية. أخيرًا، تطور نهجًا يعتمد على الدعم الذاتي بين الأشخاص المتحولين جنسياً على أساس يومي، بما في ذلك الأدوات الجماعية في مجال تعزيز الصحة التي تتوسط فيها الشبكات الاجتماعية (المواقع والمدونات والتغريد والفيسبوك) التي ينشطونها يوميًا.

### الدعم الاجتماعي
يوفر الأخصائي الاجتماعي في الجمعية، بمساعدة من أخصائيين اجتماعيين آخرين (وسطاء ثقافيون وعاملون في مجال الصحة، ومتطوعون من نظير إلى نظير) ، متابعة مهنية للمستفيدين، في إدراك من مشروعهم الشخصي. كما أنها تضمن الاحتفاظ في الرعاية، والإحالة إلى أنسب الخدمات لفتح الحقوق والدعم المستمر في تحديد مشاريع الحياة (بما في ذلك التطوير المهني في حالة بدائل العمل الجنسي).

### الصحة
يتم تنظيم هذا المحور وفقًا لثلاث أولويات:
- تكييف جلسات النشاط البدني مرتين في الأسبوع.
- الدعم النفسي للنساء المتحولات المصابات بفيروس نقص المناعة البشرية أو المصابات بأمراض أخرى (الأمراض المنقولة بالاتصال الجنسي، HBV ، HCV ، السل ، الأمراض المصاحبة، الخ) الذين يعانون من مشاكل نفسية. الاستشارة المتعلقة بالصحة الجنسية والحياة العاطفية للأزواج المصابون بالسيدا، بما في ذلك شركاء المتحولين جنسيا، بناء على الوعي والمعلومات العلاجية للمريض.
- تسهيل وتعزيز الالتزام والحفاظ على الرعاية الصحية للنساء المتحولات جنسيا المصابات بفيروس نقص المناعة البشرية، من خلال إجراءات الوساطة العالمية، المساعدة في تنظيم البرامج الطبية والمرافقة البدنية وتفسير.

### الدعم المادي والوساطة الصحية
توفر الدعم الأولي للهوية والعرقية، استنادًا إلى المعرفة الشخصية لاعضائنا (الأصل الجغرافي والتفسير والترجمة والخلفيات الاجتماعية المشتركة والهوية الجنسانية) ، الأشخاص المتحولين جنسياً الذين يرغبون في الكشف عن فيروس نقص المناعة البشرية والأمراض المنقولة جنسياً والتهاب الكبد. ثم، من خلال المرافقة الجسدية والوساطة والتفسير، فإنهم يشجعون اكتساب الحقوق الأساسية دون خوف من التمييز. يسمح لهم هذا التدخل بالتأكد من أخطاء الإجراءات الإدارية. في طريقهم، حيث يسعون جاهدين لمنع وتوعية مختلف الجهات الفاعلة في مجال الخدمات الطبية والمستشفيات والعامة، بالوقائع والصعوبات التي تجعل الخلاف بين النوع الاجتماعي ووثائق الهوية للأشخاص العابرين، وكذلك الخصائص الاجتماعية والديموغرافية والسلوكية.

### توعية المؤسسات بهوية المتحوليين جنسيا والقضايا ذات الصلة
اكسيبتيس-ت تشارك بانتظام في مدارس العمل الاجتماعي وتستضيف بانتظام الطلاب المحليين. تشارك وتنظم العديد من الأحداث لمكافحة فيروس نقص المناعة البشرية، للدفاع عن حقوق المتحولين جنسيا والعاملين في مجال الجنس. بالإضافة إلى ذلك، هم مدعوون باستمرار إلى اجتماعات مع فرق المستشفى والطب الاجتماعي (تم توقيع اتفاقية مع مستشفى بيشا في عام 2013). أخيرًا، يشاركون في دراسات وبحوث مختلفة حول الحوادث.

### دعم السجناء المتحولين جنسياً[7]
تتدخل الجمعية في سجن فلوري ميلروجيس مرة واحدة في الأسبوع من أجل الحفاظ على الروابط مع الأشخاص المتحولين جنسياً المحتجزين، لتزويدهم بالدعم النفسي والهوية، ولا سيما من خلال التبادلات المنتظمة للرسائل والاتصالات الهاتفية. نساعدهم أيضًا في إنشاء مشاريع لإعداد الإصدار الخاص بهم، وذلك بالتعاون مع خدمة سبيب والأخصائيين الاجتماعيين في إدارة السجون.
تشجيع النشاط البدني كأداة لمناهضة التمييز: منذ إنشاء وتقديم قوانينه، قررت اكسيبتيس-ت تشجيع النشاط البدني، مع إعادة تأكيد البعد المشترك بين الثقافات فيه. قبل كل شيء، يتعلق الأمر بتعزيز الانفتاح على الآخرين مع تحسين والحفاظ على صحة الأشخاص المتحولين جنسياً. الهدف العام من هذا النشاط هو محاربة جميع القوالب النمطية، وجميع أشكال التمييز، مثل التمييز على أساس الجنس والعنصرية وترانسفوبيا. هكذا ولدت في يونيو 2014 في باريس الفريق الرياضي للمتحولون جنسيا التي سمحت بتعزيز التكوين الطموح لفريق الكرة الطائرة (جميع المستويات) ، لتسجيل الأنشطة مثل السباحة في مدة، وتنظيم منذ عدة سنوات الأحداث الرياضية.